# Breathe (canção de G-Dragon)
"Breathe" (hangul: 브리드) é uma canção do cantor e rapper sul-coreano G-Dragon, lançada como o segundo single de seu primeiro álbum de estúdio Heartbreaker (2009). Foi composta e produzida pelo próprio juntamente com Jimmy Thornfelt. Seu lançamento ocorreu em 21 de setembro de 2009 através da YG Entertainment, onde através do qual, posicionou-se dentro do Top 20 das paradas dos serviços de música online sul-coreanos.

## Antecedentes e lançamento
Após o lançamento do single "Heartbreaker", e sua controvérsia envolvendo uma acusação de plágio pela Sony Music, G-Dragon lançou logo em seguida, o single "Breathe", a fim de promover o álbum Heartbreaker. A canção não obteve o mesmo êxito comercial de sua predecessora, no entanto, conseguiu figurar dentro do top 20 das paradas dos serviços de música online sul-coreanos.
Liricamente, "Breathe" retrata G-Dragon não querendo acordar de um sonho. Suas letras foram elogiadas pelo website Newsen, que as considerou como sendo "fortes" e "impressionantes".

## Apresentações ao vivo
G-Dragon realizou sua primeira apresentação de "Breathe" no programa de música Inkigayo da SBS, em 30 de agosto. Mais tarde, a canção foi incluída em sua primeira turnê intitulada Shine a Light. Enquanto cantava a canção durante a mesma, G-Dragon teria "feito gestos sexualmente provocativos" quando teria grunhido contra sua dançarina em uma cama suspensa. O Ministério da Saúde, Bem Estar e Assuntos da Família da Coreia do Sul, pediu mais tarde que promotores do governo investigassem se G-Dragon ou a YG Entertainment haviam violado as leis sobre performances obscenas em seu concerto. Em 15 de março de 2010, ele foi considerado inocente e liberado de todas as acusações.

## Vídeo musical
Semelhante ao video musical de "Heartbreaker", em "Breathe" G-Dragon dança em um fundo branco com diversos figurinos diferentes e interage com uma mulher. A produção encerra-se com um curto trecho da canção "A Boy" sendo exibido.